# Parangitia nephelistis
Parangitia nephelistis là một loài bướm đêm trong họ Noctuidae.